# Округло-горизонтальна дуга

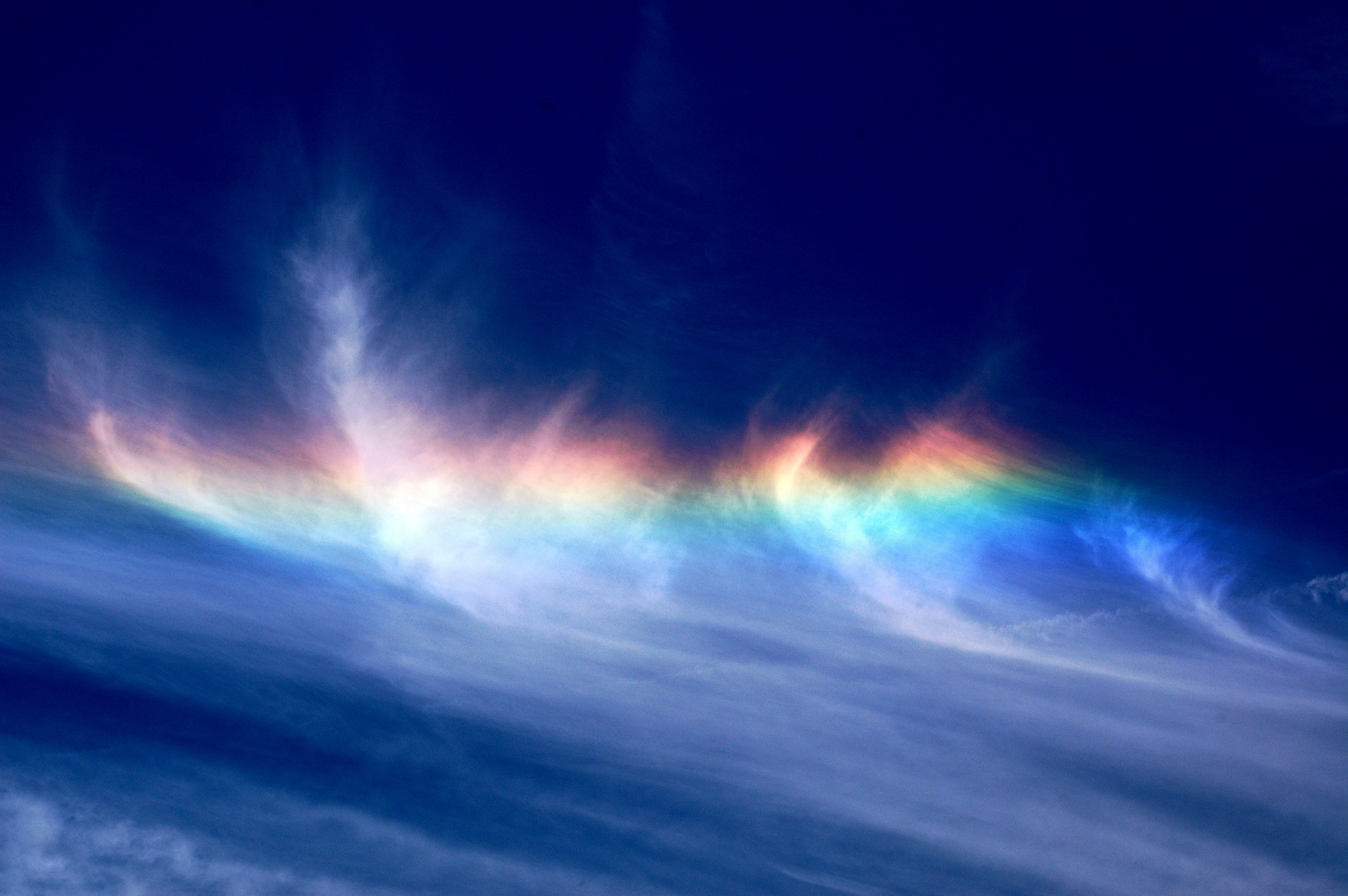
Округло-горизонтальна дуга на фоні перистих хмар

Округло-горизонтальна дуга, або вогняна́ ра́йдуга, вогняна́ весе́лка — відносно рідкісне атмосферне оптичне явище у вигляді горизонтальної райдуги на фоні легких високо розташованих перистих хмар.

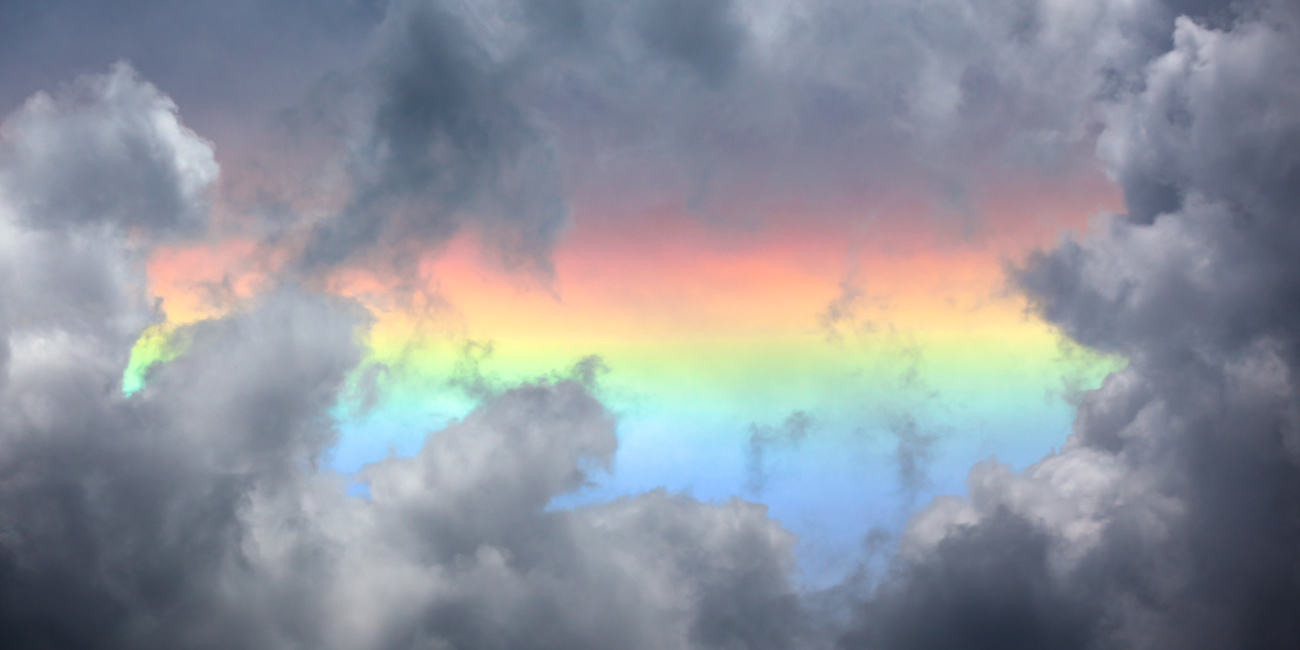
Округло-горизонтальна дуга в непальських Гімалаях.

Це явище відбувається досить рідко, лише за певних умов: Сонце повинно бути вище за 57,8° над горизонтом (пік яскравості — при 67,9°), а на небі повинні знаходитися перисті хмари. Явище не спостерігається північніше за 55° північної широти або південніше за 55° південної широти, крім рідкісних випадків у горах, оскільки сонце не піднімається достатньо високо.
Рідкісність явища пояснюється тим, що кристали криги повинні бути орієнтовані горизонтально для заломлення сонячних променів у потрібному напрямку. Промені входять через вертикальну бокову стінку плоского шестикутного кристала, проходять через нього і виходять з нижньої горизонтальної поверхні. Така схема забезпечує спектральне розділення кольорів, що, подібно звичайній райдузі, забарвлюють хмару.